# Osage Beach
Osage Beach é uma cidade localizada no estado americano de Missouri, no Condado de Camden e Condado de Miller.

## Demografia
Segundo o censo americano de 2000, a sua população era de 3662 habitantes.
Em 2006, foi estimada uma população de 4454, um aumento de 792 (21.6%).

## Geografia
De acordo com o United States Census Bureau tem uma área de
26,1 km², dos quais 24,3 km² cobertos por terra e 1,8 km² cobertos por água.

## Localidades na vizinhança
O diagrama seguinte representa as localidades num raio de 12 km ao redor de Osage Beach.